# Monasterio de Hermo
Monasterio de Hermo (en asturiano y oficialmente:  Monesteriu d'Ermu) es una parroquia del concejo de Cangas del Narcea, en el Principado de Asturias (España). Alberga una población de 26 habitantes (INE 2012) en 24 viviendas. Ocupa una extensión de 29,92 km².
Está situada a 33 km de la capital, en la zona sur del concejo. Limita al norte con las parroquias de Xichón/Gillón y San Xulianu; al este, con el municipio de Villablino, en la vecina provincia de León (Castilla y León); al sur, con el concejo de Degaña y con su parroquia homónima y Zarréu; y al oeste, con la parroquia de Xedré.
La parroquia se encuentra en el interior del Parque natural de las Fuentes del Narcea, Degaña e Ibias y en su territorio nace el río Narcea que recibe este nombre por nacer en esta zona denominada Narcea, donde se ubican unas cabañas conocidas como "brañas del Narcea" vestigio de la tradición ganadera y de "los vaqueiros" arraigada en esta localidad. Estas brañas albergan a su vez una gran variedad de manantiales y fuentes de los cuales sin lugar a dudas la más conocida es la que se encuentra regando este lindo paraje y que posee un agua extremadamente fría ya sea verano o invierno.

## Poblaciones
Según el nomenclátor de 2012 la parroquia está formada por una única población:
- Monasterio de Hermo (Monesteriu d'Ermu en asturiano) (lugar): 26 habitantes.

Incluye también a la entidad menor de población llamada La Residencia.